# Hofamt (Gemeinde Hohenberg)
Hofamt (auch Hofamt in der Bruck oder In der Bruck) ist eine Ortschaft in der niederösterreichischen Gemeinde Hohenberg.

## Geografie
Hofamt befindet sich südlich von Hohenberg und etwas oberhalb im Tal der Unrechttraisen an seiner rechten Seite. Hofamt liegt in der Katastralgemeinde Hohenberg. Die Ortschaft besteht aus einer geschlossenen Häusergruppe im Talboden, den Siedlungen Mosbachtal, Seebachtal, Thorhof und zahlreichen Einzellagen. Der Ort liegt an der Bahnstrecke Traisen–Kernhof und am südlichen Ortsende bestand bis 2010 die Station In der Bruck.

## Geschichte
Im Jahr 1822 wurde der Ort als Amt mit 22 Häusern genannt, das nach Hohenberg eingepfarrt war, wohin auch die Kinder eingeschult wurden. Die Herrschaft Hohenberg besaß die Ortsobrigkeit, übte die Landgerichtsbarkeit aus, besorgte die Konskription und hatte die Grundherrschaft inne. Laut Adressbuch von Österreich waren im Jahr 1938 in Hofamt ein Binder, ein Gastwirt, zwei Holzhändler, ein Kalkwerk, ein Kerzenzieher, eine Mühle, zwei Sägewerke, ein Schmied und zahlreiche Landwirte ansässig.